# Diane Johnson
Diane Lain Johnson (* 28. April 1934 in Moline, Illinois) ist eine US-amerikanische Schriftstellerin.

## Leben
Neben Buchveröffentlichungen schreibt sie auch seit den 70er Jahren für The New York Review of Books. Zusammen mit dem Regisseur Stanley Kubrick schrieb sie das Drehbuch zum Film  The Shining (1980), welches auf dem gleichnamigen Roman The Shining von Stephen King basiert. 1998 wurde sie in die American Academy of Arts and Sciences und 1999 in die American Academy of Arts and Letters gewählt.
Johnson lebt heute in Paris und San Francisco. Sie war seit 1969 mit dem Mediziner John F. Murray (1927–2020) verheiratet. Aus vorheriger Ehe brachte sie vier Kinder mit.

## Filmografie (Auswahl)
- 1980: Shining (Drehbuch)
- 1995: Das Chamäleon (Chameleon)
- 2003: Eine Affäre in Paris (Le Divorce), (Literarische Vorlage)